# آگامای سروزغی تورانی
آگامای سروزغی تورانی (نام علمی: Phrynocephalus mystaceus) نام یک گونه از سرده آگامای سر وزغی است.